# Cornelius Pinus
Cornelius Pinus (1. század) római festő
Idősebb Plinius tesz említést róla munkájában, eszerint társával, Attius Priscusszal együtt Vespasianus megbízásából freskókat készítettek Honor és Virtus római templomába. 